# 홍주원
홍주원(洪柱元, 1606년 음력 8월 ~ 1672년 11월 3일(음력 9월 14일))은 조선의 문신이다. 선조와 인목왕후의 딸인 정명공주(貞明公主)와 혼인하여 영안위(永安尉)에 봉해졌다.
홍영(洪霙)의 아들이고, 문충공(文忠公) 이정귀(李廷龜)의 외손이다. 본관은 풍산이며, 자는 건중(建中), 호는 무하(無何)이다. 사도세자의 비 혜경궁 홍씨, 숙선옹주의 부군 영명위 홍현주, 홍봉한, 홍인한, 홍국영, 원빈 홍씨 등은 모두 그의 후손들이다.

## 생애
어려서 외조부 이정귀(李廷龜)와 김류(金瑬)에게 글을 배웠으며 관례를 치르기 전 향시에 합격하였다. 1623년 9월 26일 간택을 받아 정명공주와 혼인하였고, 그 다음날 숭덕대부(崇德大夫) 영안위(永安尉)의 관직을 제수 받았다. 혼인 몇 달 후 인목대비가 어승마(御乘馬)를 홍주원에게 하사하자 사간원의 간쟁을 받았다.
1624년(인조 1년), 이괄의 난이 일어나자 우의정 신흠(申欽), 서평부원군 한준겸(韓浚謙) 등과 함께 인목대비와 인열왕후(仁烈王后)를 호종하였고, 그 공로로 품계가 승진하였다.
1629년(인조 6년), 인조가 인목대비를 위로하기 위해 홍주원의 부친인 홍영의 벼슬을 예조참판에 제수하였고 1631년 인목대비의 건강이 좋지 않자 인조는 대비의 마음을 기쁘게 하기 위해 홍주원의 품계를 높였다. 그리고 1647년 10월 4일에서 1648년 2월 27일까지 청나라에 사은사로 다녀오기도 하였다.
1649년(인조 26년), 효종(孝宗)이 즉위한 후 고부청시청승습정사(告訃請諡請承襲正使)에 임명되었다. 1672년 11월 3일(음력 9월 14일)에 사망하였으며, 문의(文懿)의 시호를 받았다.

## 가족 관계
- 조부 : 대사헌 증 영의정 도헌공 홍이상(大司憲 贈 領議政 都憲公 洪履祥, 1549~1615)
- 조모 : 선무랑 김고언(宣務郞 金顧言)의 딸 증 정경부인 안동 김씨(贈 貞敬夫人 安東 金氏, 1554~1616?)
  - 아버지 : 예조참판 홍영(禮曹參判 洪霙, 1584~1645)
- 외조부 : 좌의정 문충공 이정귀(左議政 文忠公 李廷龜, 1564∼1635)
- 외조모 : 예조판서 권극지(禮曹判書 權克智. 1538~1592)의 딸 정경부인 안동 권씨(貞敬夫人 安東 權氏, 1569∼1637)
  - 어머니 : 정경부인 연안 이씨(貞敬夫人 延安 李氏)
    - 처 : 선조의 딸 정명공주(貞明公主, 1603~1685)
      - 아들 : 홍태망(洪台望, 1625~?) 조졸
      - 아들 : 예조판서 정간공 홍만용(禮曹判書 貞簡公 洪萬容, 1631~1692)
      - 며느리 : 송시길(宋時吉)의 딸 여산 송씨(礪山 宋氏)
        - 손자 : 홍중기(洪重箕)
        - 손자 : 홍중범(洪重範)
        - 손자 : 홍중연(洪重衍), 청풍인 김석익(金錫翼)의 사위
        - 손자 : 홍중복(洪重福)
        - 손자 : 홍중주(洪重疇)

      - 아들 : 이조좌랑 홍만형(吏曹左郞 洪萬衡, 1633~1670)
      - 며느리 : 증 영의정 민광훈(贈 領議政 閔光勳)의 딸 여흥 민씨(驪興 閔氏) - 인현왕후의 고모
        - 손자 : 홍중모(洪重模)
        - 손자 : 홍중해(洪重楷)

      - 아들 : 홍만희(洪萬熙, 1635~1670)
      - 며느리 : 황연(黃沇)의 딸 창원 황씨(昌原 黃氏)
      - 아들 : 홍태량(洪台亮, 1637~?) 조졸
      - 아들 : 홍태육(洪台六, 1639~?) 조졸
      - 딸 : 홍태임(洪台妊, 1641~?)
      - 사위 : 창녕인 조전주(曺殿周, 1640~1696)
      - 아들 : 홍만회(洪萬恢, 1643~1709)
        - 손자 : 홍중성(洪重聖)

      - 며느리 : 증 영의정 영안군 홍명일(贈 領議政 寧安君 洪命一)의 딸 남양 홍씨(南陽 洪氏)

## 홍주원이 등장한 작품
- 《화정》(MBC, 2015년, 배우:서강준, 윤찬영, 최권수)